# Anilingömming
Anilingömming (Leptospora rubella) är en svampart som först beskrevs av Christiaan Hendrik Persoon, och fick sitt nu gällande namn av Gottlob Ludwig Rabenhorst 1857. Anilingömming ingår i släktet Leptospora, klassen Dothideomycetes, divisionen sporsäcksvampar och riket svampar.  Arten är reproducerande i Sverige. Inga underarter finns listade i Catalogue of Life.